# Adriano Magli
Adriano Magli (Bologna, 24 gennaio 1920 – Roma, 20 novembre 1988) è stato un regista e critico teatrale italiano.

## Biografia
Dopo la laurea in Lettere iniziò la sua carriera come regista e critico teatrale, e fu uno dei fondatori del teatro La Soffitta di Bologna, un teatro che fu attivo dal 1949 al 1951. Qui Magli diresse Il piccolo Eyolf di Ibsen e Rancore di Diego Fabbri. 
Chiamato a Roma a lavorare alla nascita della televisione italiana negli anni cinquanta, prese parte attiva in quel gruppo di intellettuali - che includeva Carlo Emilio Gadda e Sandro D'Amico, che contribuirono allo sviluppo dei mass-media in Italia. In particolare sotto la sua supervisione nacquero alcuni tra i primi sceneggiati TV quali Il mulino del Po e I Promessi Sposi. Divenuto dirigente dei programmi radio, tenne a battesimo e difese in varie occasioni dalle ingerenze della politica programmi che sarebbero diventati parte integrante della storia della radio in Italia, quali Chiamate Roma 3131, quest'ultimo con Luciano Rispoli che ne ebbe l'intuizione e gli diede il titolo, e Alto gradimento. 
Nel frattempo portò avanti l'attività di saggista e studioso pubblicando saggi e monografie sul teatro; si interessò in particolare al teatro dei popoli primitivi, alla lauda drammatica, alle società sciamaniche e all'origine della tragedia greca. Ottenne  infine un incarico a titolo gratuito presso l'Università La Sapienza di Roma, dove iniziò a insegnare Storia del teatro e delle Comunicazioni di massa. Lasciata la RAI dopo la riforma, si dedicò all'insegnamento come professore a tutti gli effetti presso la Sapienza. 
Curò la traduzione in italiano dell'opera teatrale di Henry Becque, contenente fra gli altri il dramma I corvi, messo poi in scena da Sandro Bolchi per l'interpretazione di Paolo Stoppa.

## Opere
- Lo spettacolo sacro nei testi arcaici e primitivi, Parma: U. Guanda, 1964
- Problemi psicologici e sociologici dello spettacolo televisivo, Roma: Edizioni internazionali sociali, 1967
- Appunti sulla programmazione e sullo spettacolo televisivo Bulzoni, Roma, 1973
- Mass-media e potere, Vol. I: Discorso sul pubblico: La crisi della radio Bulzoni, Roma, 1987